# Tatsuhiro Yonemitsu

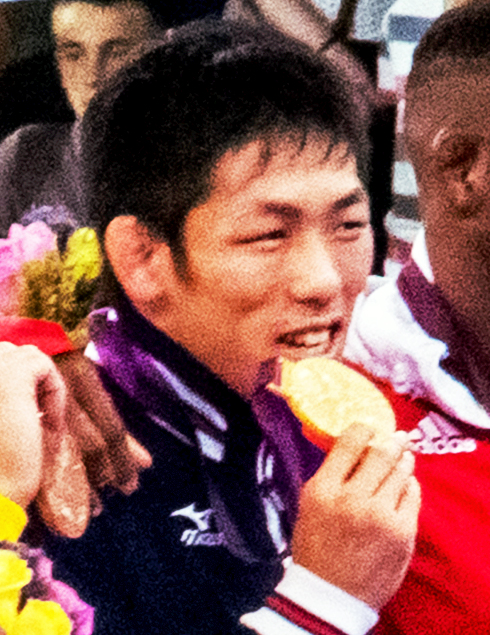
Tatsuhiro Yonemitsu, mit der Goldmedaille bei den Olympischen Sommerspielen 2012 in London

Tatsuhiro Yonemitsu (jap. 米満 達弘, Yonemitsu Tatsuhiro; * 5. August 1986 in der Präfektur Yamanashi) ist ein japanischer Ringer. Er wurde 2012 in London Olympiasieger im freien Stil im Leichtgewicht.

## Werdegang
Tatsuhiro Yonemitsu begann als Jugendlicher mit dem Ringen. Er konzentriert sich dabei auf den freien Stil. Der 1,69 Meter große Athlet, der ca. 70 kg wiegt und im Leichtgewicht startet,  ist Armeeangehöriger und Mitglied des Sportclubs der Selbstverteidigungs-Streitkräfte in der Präfektur Saitama. Sein Trainer ist Hiromichi Itō.
Noch als Junior gewann er 2005 mit einem 3. Platz im Leichtgewicht seine erste Medaille bei der japanischen Meisterschaft der Senioren. Die internationale Laufbahn begann er im Jahre 2006, als er an der Junioren-Weltmeisterschaft in Guatemala-Stadt teilnahm, dort aber nach einem Sieg über Suren Adjan, Armenien und einer Niederlage gegen Saeid Tavakoli aus dem Iran nur auf den 12. Platz kam. 2008 wurde er erstmals japanischer Meister im Leichtgewicht vor Kazuki Morikawa und Kazuhiko Ikematsu. Im gleichen Jahr siegte er auch bei den Universitäten-Weltmeisterschaften in Thessaloniki. Das war sein erster großer internationaler Erfolg bei den Senioren.
An der japanischen Meisterschaft 2009 konnte Tatsuhiro Yonemitsu wegen einer Schulterverletzung nicht teilnehmen. Er gewann in diesem Jahr aber weitere zwei Medaillen bei internationalen Meisterschaften. Zunächst belegte er bei den Asien-Meisterschaften in Pattaya hinter Mehdi Taghavi Kermani aus dem Iran, der in seiner weiteren Laufbahn zu seinem Hauptkonkurrenten um internationale Erfolge werden sollte, den 2. Platz. Danach gewann er bei der Weltmeisterschaft in Herning/Dänemark im Leichtgewicht eine Bronzemedaille. Er besiegte bei dieser Meisterschaft Shirar Hovhannisjan aus Armenien und Gergő Wöller aus Ungarn, verlor dann gegen Rasul Dschakajew aus Russland und siegte noch über Jung Jung-ho aus Südkorea und Sushil Kumar aus Indien.
2010 gewann Tatsuhiro Yonemitsu seinen zweiten japanischen Meistertitel im Leichtgewicht. Bei der Weltmeisterschaft dieses Jahres in Moskau verlor er in der ersten Runde gegen Geandry Garzón Caballero aus Kuba. Da dieser das Finale nicht erreichte, kam er nicht in die Trostrunde, sondern schied aus und landete abgeschlagen auf dem 23. Platz. Etwas schadlos halten für diese Enttäuschung konnte er sich dann im November 2011, als er Sieger bei den Asien-Spielen in Guangzhou wurde und dabei im Endkampf Mehdi Taghavi Kermani besiegte.
2011 wurde er wieder japanischer Meister vor Kazuhiko Ikematsu. Auch bei der Weltmeisterschaft 2011 in Istanbul war er in hervorragender Form. Er besiegte dort Bujandschawyn Batdsorig aus der Mongolei, Adam Sobieraj aus Polen, Jabrail Hasanow aus Aserbaidschan und Leonid Basan aus Bulgarien, verlor aber im Endkampf gegen Mehdi Taghavi Kermani und wurde damit Vize-Weltmeister.
Im Mai 2012 deutete Tatsuhiro Yonemitsu beim Welt-Cup in Baku schon sein Ambitionen auf den Olympiasieg an, als er dieses Turnier vor so hervorragenden Ringern wie Leonid Spiridonow aus Kasachstan, Jabrail Hananow und Mehdi Taghavi Kermani gewann. Bei den Olympischen Spielen in London bestätigte er dann seine Favoritenstellung, denn er wurde dort mit Siegen über Livan Lopez Azcuy, Kuba, Haislan Garcia Veranes, Kanada, Jabrail Hasanow und Sushil Kumar Olympiasieger.

## Internationale Erfolge
| Jahr | Platz | Wettbewerb                                 | Gewichtsklasse | Ergebnisse |
| 2006 | 12.   | Junioren-WM in Guatemala-Stadt             | Leicht         | nach einem Sieg über Suren Adjan, Armenien und einer Niederlage gegen Saeid Tavakoli, Iran                                                                                            |
| 2008 | 1.    | Universitäten-WM in Thessaloniki           | Leicht         | vor Yasin Bolat, Türkei, Nikolai Kurtew, Bulgarien und Gergő Wöller, Ungarn |
| 2009 | 9.    | Dan-Kolow-Nikolai Petrow-Memorial in Warna | Leicht         | Sieger: Haislan Garcia Veranes, Kanada vor Dimitar Georgiew, Bulgarien |
| 2009 | 2.    | Asien-Meisterschaften in Pattaya           | Leicht         | hinter Mehdi Taghavi Kermani, Iran, vor Yang Chun Song, Nordkorea und Kim Dae-sung, Südkorea                                                                                          |
| 2009 | 3.    | WM in Herning/Dänemark                     | Leicht         | nach Siegen über Shirar Hovhannisjan, Armenien und Gergő Wöller, einer Niederlage gegen Rasul Dschakajew, Russland und Siegen über Jung Jung-ho, Südkorea und Sushil Kumar, Indien    |
| 2010 | 23.   | WM in Moskau                               | Leicht         | nach einer Niederlage gegen Geandry Garzón Caballero, Kuba |
| 2010 | 1.    | Asien-Spiele in Guangzhou                  | Leicht         | vor Mehdi Taghavi Kermani, Yang Chun Song und Leonid Spiridonow, Kasachstan |
| 2011 | 2.    | Golden-Grand-Prix in Krasnojarsk           | Leicht         | hinter Adam Batirow, Russland, vor Israil Kasumow und Magomedmurad Gadschijew, beide Russland                                                                                         |
| 2011 | 2.    | WM in Istanbul                             | Leicht         | nach Siegen über Bujandschawyn Batdsorig, Mongolei, Adam Sobieraj, Polen, Jabrail Hasanow, Aserbaidschan und Leonid Basan, Bulgarien und einer Niederlage gegen Mehdi Taghavi Kermani |
| 2012 | 1.    | Welt-Cup in Baku                           | Leicht         | vor Leonid Spiridonow, Jabrail Hasanow und Mehdi Taghavi Kermani |
| 2012 | Gold  | OS in London                               | Leicht         | nach Siegen über Livan Lopez Azcuy, Kuba, Haislan Garcia Veranes, Jabrail Hasanow und Sushil Kumar                                                                                    |

## Japanische Meisterschaften
| Jahr | Platz | Gewichtsklasse | Ergebnisse                                                      |
| 2005 | 3.    | Leicht         | hinter Tsukasa Sato und Kohei Fujimoto                          |
| 2006 | 2.    | Leicht         | hinter Takafumi Kojima, vor Koji Furusato und Kazuhiko Ikematsu |
| 2007 | 3.    | Leicht         | hinter Kazuhiro Ikematsu und Takafumi Kojima                    |
| 2008 | 1.    | Leicht         | vor Kazuki Morikawa, Kazuhiko Ikematsu und Takafumi Kojima      |
| 2010 | 1.    | Leicht         | vor Takafumi Kojima, Kohei Fujimoto und Kazuhiko Ikematsu       |
| 2011 | 1.    | Leicht         | vor Kazuhiko Ikematsu, Takahiro Inoue und Kohei Fujimoto        |

## Erläuterungen
- alle Wettbewerbe im freien Stil
- OS = Olympische Spiele, WM = Weltmeisterschaft
- Leichtgewicht, Gewichtsklasse bis 66 kg Körpergewicht